# Arthur Lindo Patterson
Arthur Lindo Patterson (kurz: Lindo Patterson) (* 23. Juli 1902 in Nelson (Neuseeland); † 6. November 1966 in Philadelphia) war ein amerikanischer Kristallograph. Im Jahr 1934 entdeckte er die Patterson-Methode. Während die ersten Kristallstrukturen durch bloßes Ausprobieren bestimmt wurden, war es durch die Patterson-Methode erstmals möglich, das Phasenproblem der Röntgenbeugung systematisch zu lösen.
Patterson wurde als britischer Bürger 1902 in Neuseeland geboren, wo sein Vater als Kaufmann tätig war. Kurz danach zog die Familie nach Montreal (Kanada) und später nach London. 1920 kehrte Lindo Patterson nach Kanada zurück und begann sein Studium an der McGill University in Montreal. Zuerst lag sein Schwerpunkt auf Mathematik, der sich aber bald auf Physik verschob. Seine Masterarbeit schrieb er über die Erzeugung von harten Röntgenstrahlen, und hier begann auch sein Interesse für die Verwendung von Röntgenstrahlung.
1924–1926 hatte Patterson die Gelegenheit zu einem Forschungsaufenthalt im Labor von W. H. Bragg in London. Dort lernte er die Kristallstrukturanalyse.
1926 ging er zum Kaiser-Wilhelm-Institut für Faserstoffchemie in Berlin-Dahlem. Hier beschäftigte er sich mit der Röntgenbeugung an Zellulosefasern. Bei den wöchentlichen physikalischen Kolloquien in Berlin hatte er auch die Gelegenheit, mit großen Wissenschaftlern wie von Laue, Einstein, Planck, Nernst, Bethe, Hahn, Meitner, Pringsheim und Wigner zusammenzutreffen.
Im Herbst 1927 kehrte Patterson nach McGill zurück und erwarb dort den Doktortitel. 1933 ging er ans MIT, wo er wiederum im Röntgenlabor arbeitete. In dieser Zeit entstand auch 1934 seine erste Veröffentlichung zur Patterson-Methode, die er selbst {\displaystyle |F^{2}|}-Reihe nannte. Zum ersten Mal wurde die Methode dann bei Kaliumdihydrogenphosphat angewandt.
1936–1949 war Patterson Assistenzprofessor für Physik am Bryn Mawr College (Pennsylvania). 1945 erhielt er die US-amerikanische Staatsbürgerschaft. 1949 ging er nach Philadelphia (Fox Chase Institut für Krebsforschung), wo er sich mit den Strukturen von Naturstoffen beschäftigte. Dort blieb er bis zu seinem Tod im Jahr 1966.